# Durga
În religia hindusă, Durga (sanscrită दुर्गा, bengali দূর্গা) este o formă a lui Devi, zeița supremă. Ea este uneori identificată cu Parvati și personifică victoria. În ipostaza de zeiță mamă ea este numită frecvent Maa Durga și uneori este considerată mama zeilor Ganesh,  Lakshmi și Saraswati (în unele tradiții ea este doar o încarnare a zeițelor Saraswati și Lakshmi.

## Caracterizare și mitologie
Durga este înfățișată de obicei ca o luptătoare călare pe un tigru sau un leu, având mai multe brațe (în general opt) cu care ține diferite arme și făcând diverse mudra, adică gesturi simbolice cu mâna. Această formă a marii zeițe este o întruchipare a energiei feminine și creative (Shakti).
Cuvantul "Durga" în sanskrita inseamna fort, cetate, un loc care este greu de cucerit sau atins. Altă semnificație a cuvântului Durga este "Durgatinashini" care în traducere literară înseamnă "cea care elimină suferința". Hindușii cred că zeița Durga își protejează credincioșii de răul din această lume în egală masură în care elimină mizeria materială.
În funcție de zonele din India și orientările din hinduism are multe denumiri, dincolo de acestea însă, există nouă denumiri universale ale zeiței, întâlnite pe tot teritoriul indian.Acestea sunt:
Shailaputri, în traducere literară, "Fiica munților, fiica Domnului Munților". Acest avatar al lui Durga corespunde cu Parvati sau Hemavati, fiica regelui Hemavana, regele munților Himalaya. În acest aspect, Durga este înfățișată călărind un taur, animal al fertilității și ține în cele două mâini drept "arme", un trident (simbol al timpului, trecut-prezent-viitor, al triadei hinduse , al celor trei lumie, etc) și un lotus, simbol al deplinei cunoasteri pure, împărtășite.
Brahmacharni. Acest avatar înseamnă literar "cea care practică cu devoțiune castitatea-asceza". Avatarul zeiței  este înfățișat ca o femeie  drapată în alb și care poartă în mâinile sale un sirag de perle, simbol al purei spiritualități și un vas cu apă sacră, simbol al purificării. Acest avatar care se aseamănă cu cel al zeitei Saraswati, este cel care acordă eliberarea spirituală, mântuirea.
Chandraghanta, al treilea avatar al lui Durga, în ciuda înfățișării sale războinice este invocată pentru obținerea păcii, armoniei și prosperității în viață. Călărind un tigru, are pe creștet o jumătate de lună (Chandra) în forma unui clopot, zece mâini dintre care șapte au arme: buzduganul (forță brută împotriva raului), tridentul, săgeata (distruge răul îninte ca acesta să îi ajungă pe oameni), biciul (domină raul și desface nodul atașementelor, lotusul, vasul cu apa sacră, sabia (armă a nobleței). Interesant este în simbolistica acestui avatar poziția celor trei mâini "libere": două din ele sunt orientate lateral în gestul binecuvântării hinduse, semnificând echilibrul și imparțialitatea divină. Cea-a de-a treia mână orinetată spre piept atinge ghirlanda sacră și semnifică investirea sacră, recunoasterea necondiționată a sa ca avatar divin. Aspectul Chandraghata al lui Durga este înfățișat în culoarea aurului (se scaldă în lumina aurie a lunii) și semnifică prosperitatea , valoarea fără de tăgăduit "în mijlocul nopții".
Kushmanda, este un avatar al zeiței în forma de Creatoare a universului. Construcția numelui înseamnă cea  care cu  pasiunea pentru viață a încălzit oul cosmic primoridal.Acest avatar este reprezentat cu opt sau zece brațe. Pe lângă armele întâlnite la avatarele precedente , Kushmada mai are în plus , discul , Chakras. Creatoare a universului, acest avatar are în iconografia sa un simbol al zeului Vishnu: roata, discul sunt simboluri ale împlinirii creației, al timpului ce începe să se învârtă și al legii morale Dharma, reprezentată figurativ tot sub formă de roată-disc.
Skanda Mata, este următorul avatar al zeiței Durga, în forma de mamă a zeului Skanda-Kartikeya, ales de zei să comande armtele divine împotriva demonilor. Sub forma acestui avatar Durga  este reprezentată pe un leu, cel mai adesea fără arme cu patru brațe și trei ochi. Cu o mână îl susține pe Kartikeya, arhietip al "copilului divin", în alte două poartă câte un lotus în echilibru, iar ce-a patra mână acordă binecuvântarea. Interesant este în reprezentarea acestui avatar faptul că piciorul drept al zeiței atinge pâmântul, ca simbgol al susținerii divine acordate pâmântului și ca simbol al faptului că zeița este și "mama a pământului, pamântul însuși". În cazul acestui avatar armele sunt transferate "copilului divin", pregătit să își protejeze mama. Cu acest simbol, creația lumii nu doar este finlizată ci este capabililă să se regenereze și pregătită pentru creștere-evoluție.
Katyayani, este următorul avatar al lui Durga. Potrivit mitologiei indiene, un mare sfânt Kata, prin aspre penitențe și sfințenie și-a dorit o fiică care să fie o zeiță.Durga i-a îndeplinit rugăciunile și asa s-a născut pe pământ Katyayani. Înfățișată pe un leu , Katyayani are patru brațe, în două mâini poartă o sabie și un lotus iar celelate acordă binecuvântarea. Semnificația acestui avatar este aceea că omenirea abia nascută poate prin sacrificii să aspire la sfințenie, poate să evolueze.
Kaal Ratri sau Kalaratri, este cel de-al șaptelea avatar al lui Durga și unul dintre cele mai complexe avataruri hinduse.În acest aspect, zeița călărește un măgar, și este reprezentată într-o postură menită să provoace frica inamicilor săi. Kalaratri înseamnă literar "capătul nopții", iar acest avatar alungă frica, temerile și acordă certitudinile cunoașterii sacre. Călărind un măgar, avatarul semnifică că zeița este cea care domină ignoranța. Avatarul are patru mâini, cele din dreapta în bunecuvântare orientate spre cer și pâmânt ca semn al echilibrului si uniunii, celelate două mâini poartă ca arme o seceră de fier și un pumnal. Zeița are culoarea norilor ploioși, albastru întunecat. În reprezenatarea iconogafică, zeița are în acest aspect părul în vânt, vâlvoi iar în jurul gâtului coliere luminoase, stralucitoare ca fulgerele, în timp ce respirația sa pârjolește. Kalaratri este simbolul cunoașterii, după noaptea indoielilor, zeița care "în zori", atunci când e un echilibru între noapte și zi, ucide ignoranța și impuritatea. Un  alt nume al acestui avatar este Shubhamkari- cea care face-acordă-dă-aduce binele.

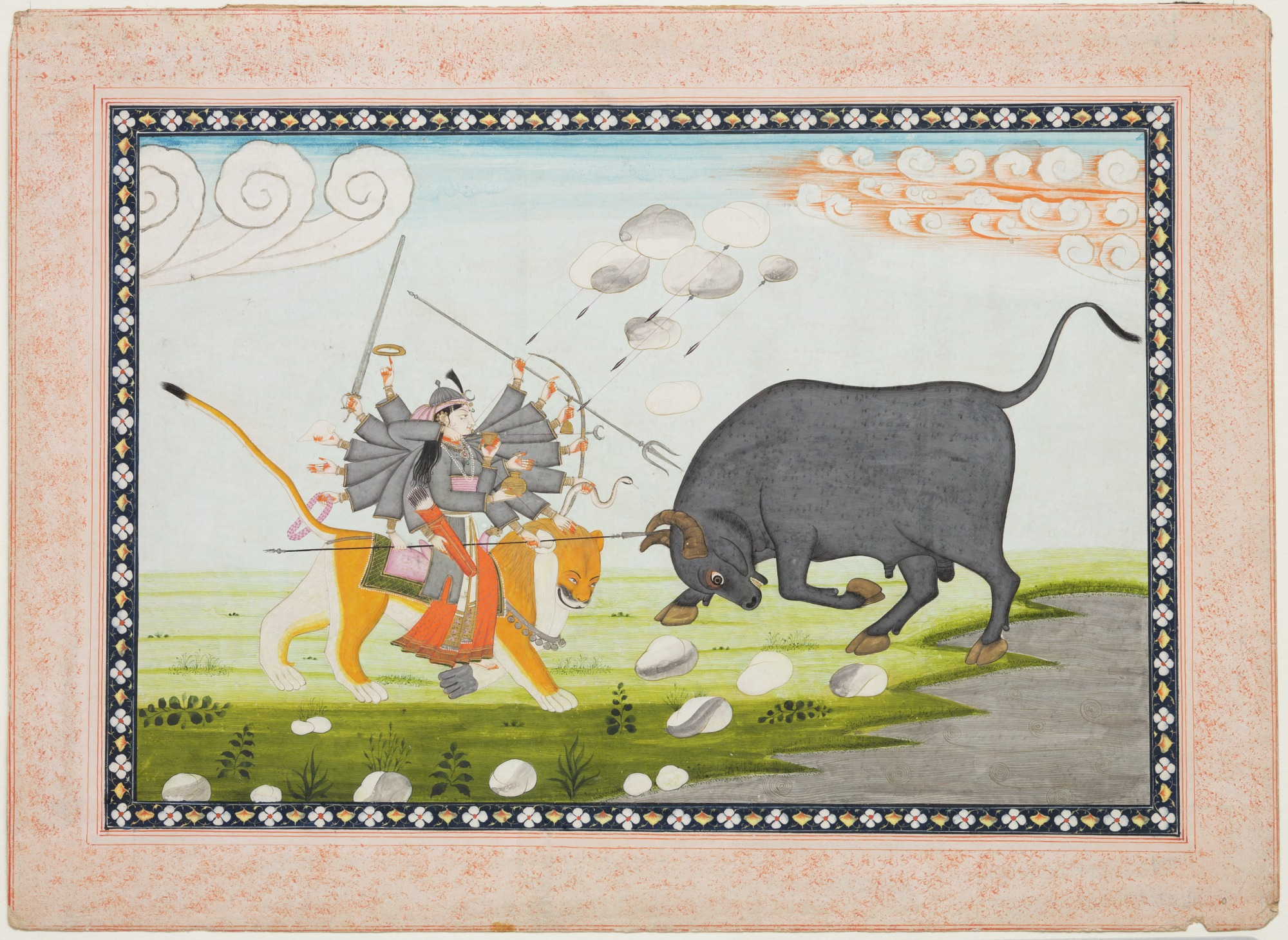
Durga

Cel de-al optulea avatar al lui Durga este Maha Gauri (Gauri cea Mare). Soție a zeului Shiva, Gauri a săvârști potrivit mitologiei indiene aspre austerități în Himalaya, revenind la soțul ei cu o piele întunecată. Zeul Shiva a spălat-o pe zeiță cu apă din Gange, corpul său re-dobândind frumusețea și puritatea de nedescris a zeiței. Astfel Gauri a devenit Maha Gauri , în traducere literară cea extrem de albă. Semnificatia acestui avatar divin este acela că sub acest aspect zeița acordă eliberarea de toate păcatele din prezent trecut și viitor, îi purifică pe credincioși în toate aspectele vieții lor. Acest avatar călărește un taur are patru mâini, într-una tridentul ce poartă flutuând o flamură albă stilizată, o mână acordă binecuvântări.Una din mâinile stângi  este orientată cu palma spre cer sub formă de susținere, iar mâna stângă inferioară strânge o mică tobă sub forma unei clepsidre.  Semnificația acestui avatar ce eliberează de păcatele trecute, prezente și viitoare este cea a unui prezent perpetuu, obținut prin penitență, a transcederii spre o stare nouă de supremă conșiință, eliberată de întuneric, prin lumina pură a Spiritului (Atman-Shiva). 
Siddhidatri, este cel de-al nouălea avatar al lui Durga. Reprezentat cu patru brațe, acest avatar al lui Durga stă pe un lotus în inima universului sau în unele reprezentări iconografice își păstrează leul ca vechicol. Sub acest aspect, zeița este înfățișată în forma sa completă de Mamă a Universului, a zeilor și a oamenilor deopotrivă ce acordă toate puterile divine. În culegerea de texte religioase Devi Bhagvata Purana, se spune că acest avatar al lui Durga este cel care a acordat toate puterile zeului Shiva care a rugat-o să îl binecuvânteze. Sub aspectul de energie completă, omnipotentă și omniprezentă a Universului, Siddhidatri l-a binecuvântat pe Shiva care a obținut toate puterile sale divine, aspectul de androgin (corpul jumătate de femeie jumătate de bărbat) și s-a manifestat sub forma Ardhnarishvara (cel a cărui jumătate este Zeița -Parvati-însăși).